# Isaia Levi
Isaia Levi, all'anagrafe Abramo Giacobbe Isaia Levi (Torino, 20 novembre 1863 – Roma, 6 marzo 1949), è stato un politico e imprenditore italiano, senatore del Regno dal 1933 alla caduta del fascismo.

## Biografia
Figlio di Donato e Marianna De Benedetti, sposò Nella Coen, figlia dello storico Achille Coen. Fu il fondatore della ditta "Penne Aurora", presidente della Società Editrice Zanichelli e il 31 dicembre 1925 fu nominato cavaliere del Lavoro.
Fu nominato senatore il 9 dicembre 1933 e il 20 dicembre prestò il giuramento di rito.
Con l'emanazione delle leggi razziali del 1938 Levi subì diverse discriminazioni (ma non perse la carica di senatore in quanto vitalizia). Dovette autodenunciarsi come ebreo, restituire la tessera del Partito Nazionale Fascista, dimettersi dalle numerose cariche che ricopriva in società e istituzioni caritatevoli. Tuttavia, grazie al prestigio raggiunto e alla sua disponibilità economica, nel gennaio 1939 ottenne lo status di "ebreo discriminato".
Nel 1940 conseguì l'"arianizzazione": fatto, quest'ultimo, assolutamente inusuale visto che era figlio di ebrei e sposato a un'ebrea. Dopo questo evento poté riprendere possesso di beni e cariche; anzi, fece domanda - ma non ebbe seguito - di essere reintegrato nel PNF.
Dopo l'armistizio di Cassibile e l'occupazione tedesca, tuttavia, Levi si trovò nuovamente in pericolo. Decise quindi di convertirsi e, favorito dalla sua influenza, riuscì a rifugiarsi presso le autorità ecclesiastiche in Vaticano sino alla liberazione di Roma.
In quanto fautore del Fascismo, nei mesi successivi venne espulso dal Senato e subì il momentaneo sequestro dei beni. Ma, dopo questa parentesi, continuò a vivere in tranquillità sino alla morte. Privo di eredi diretti (l'unica figlia, Giorgina, era scomparsa a tredici anni per leucemia), il suo ingente patrimonio fu diviso tra i parenti più stretti; una parte consistente finì, dietro sua disposizione, alla Santa Sede, tra cui il palazzo in cui aveva vissuto, Villa Giorgina, divenuta sede della Nunziatura apostolica in Italia.